# 电源管理键

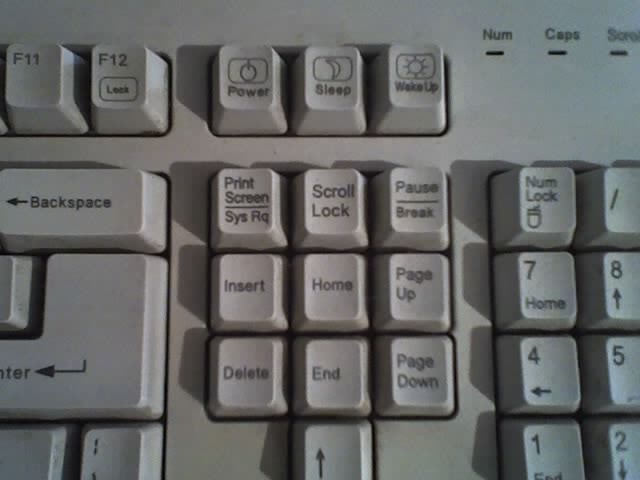
電源鍵放在最上面一排，和其他的按鍵有一排的間隔

電源管理鍵是電腦鍵盤上的三個鍵，它們控制電腦的電源管理狀態。它們是電源（Power）鍵，睡眠鍵（Sleep）和喚醒（Wake）鍵：
- 電源鍵用於打開電腦電源和關閉電腦電源。
- 休眠鍵用於使電腦進入休眠狀態，使用的功率比正常運作時要低得多，有需要時可以快速喚醒。
- 喚醒鍵將系統從待機狀態喚醒。

省電模式及其之間的轉換通常使用ACPI來實現。

## 鍵盤佈局
三個電源管理鍵的位置會依鍵盤的型號而定。
理想上，這些鍵的位置會儘可能遠離其他的鍵，因為在使用電腦時，若意外按下電源鍵或是睡眠鍵，結果可能會出現數據丟失。例如用戶編輯了一個文件但尚未儲存，若不小心碰到電源鍵，會系統關閉所有的應用程序，自上次存檔後編輯的所有內容都沒有了（不過大部份的的操作系統要提示用戶在關閉程式前是否要儲存文件）。錯誤按下睡眠鍵的結果不是那麼極端（除非電腦從睡眠返回時會出現問題），不過它可能會讓實時遊戲或依賴於網絡連接的應用程序出現問題。
對於這些鍵的一個常見的位置是在鍵盤的最上面一排的右邊，更換打印屏幕 / SysRq組合，滾動鎖定，以及暫停 / 打破鍵，其中移動一行下來。因此，編輯和導航鍵的2×3塊被佔據在箭頭鍵正上方的空白空間。這使一些人煩惱，因為它混淆了他們的肌肉記憶。
這些鍵的另一個常見位置是在箭頭鍵正上方的空白區域中的Delete，End和Page Down鍵下方。當與正常尺寸的鍵一起使用時，這可能導致意外按鍵的高概率，特別是當打字員被用於在該位置沒有任何鍵的鍵盤時，或者利用上述替代佈置。這導致一些人物理移除鍵帽。一些鍵盤模型通過使用具有較低高度的鍵並且需要較大的力來按壓來避免這個問題。
許多鍵盤已經找到這個問題的解決方案，因為在按下電源管理鍵時必須按住特定的鍵。通常，這在鍵盤的右上方，鎖定按鈕燈的右側，並且可以被描述為“與逃生按鈕相對”。使用此按鈕，電源，睡眠和喚醒鍵在單獨按下時不執行任何操作，功能鍵也不執行任何操作。
大多數原始的ADB 蘋果Macintosh 鍵盤，以及第一個USB鍵盤，有一個鍵打開機器代替電腦本身的物理電源按鈕。它上面的符號通常是一個指向左邊的三角形（◁）。在大多數鍵盤上，它位於極右上角，功能鍵上方和最右鍵上方，或在相同的垂直位置和中心。當Apple Pro鍵盤推出時，電源按鈕被替換為光盤彈出按鈕，蘋果從鍵盤上移除Mac的能力。在運行Mac OS時按下電源按鈕打開關閉對話框，在使用彈出按鈕的鍵盤上，使用組合Control-Eject（對於大多數x-Power鍵盤組合，x-Eject用作替換組合）。